# Pacyfotryton szorstki
Pacyfotryton szorstki (Taricha granulosa) – gatunek płaza ogoniastego z rodziny salamandrowatych (Salamandridae), występujący na pacyficznym wybrzeżu Ameryki Północnej.

## Wygląd
Całkowita długość ciała – 12,7–21,6 cm, samce większe od samic. Dorosłe osobniki są ciemne, z pomarańczowym brzuchem. Oczy małe, żółtopomarańczowe. Na skórze znajdują się gruczoły produkujące silną truciznę – tetrodotoksynę. Jej toksyczność zależy od rejonu, na którym żyje salamandra. Samce zmieniają wygląd podczas okresu godowego – ich skóra staje się jaśniejsza i bardziej gładka, ogon i palce rozszerzają się. Jest to związane ze zmianą trybu życia na wodny.

## Występowanie
Pacyfotryton szorstki występuje na pacyficznym wybrzeżu Ameryki Północnej – od południowo-wschodniej Alaski po Kalifornię. Występuje od poziomu morza do 2800 m n.p.m.

## Tryb życia
Prowadzą zarówno dzienny, jak i nocny tryb życia. W razie zagrożenia błyskawicznie podnoszą głowę i ogon, prezentując jaskrawy brzuch. Barwa ostrzega drapieżnika przed trucizną na skórze salamandry.

## Pożywienie
Młode żywią się wodnymi bezkręgowcami. Dorosłe osobniki jedzą głównie owady, ale polują także na wszelkie zwierzęta mniejsze od nich, włączając w to inne płazy.

## Rozmnażanie
Pora okresu godowego zależy od wysokości, na jakiej żyją salamandry. Osobniki górskie rozmnażają się późnym latem, nizinne wiosną. Zwierzęta rozmnażają się w wodzie. Po zalotach samiec pozostawia swą spermę na dnie zbiornika, skąd samica zbiera ją do swojej kloaki. Po złożeniu jaj samica opiekuje się nimi do chwili wyklucia się młodych (3–4 tygodnie). Wtedy przestaje interesować się potomstwem. Pacyfotrytony szorstkie osiągają dojrzałość płciową w wieku 4–5 lat. Najstarszy znany osobnik żył 18 lat.

## Zagrożenie
Pacyfotryton szorstki z powodu swej trucizny niemal nie posiada naturalnych wrogów. Zaobserwowano tylko jednego drapieżnika odpornego na toksynę salamandry – węża pończosznika prążkowanego. Gatunek nie jest zagrożony wyginięciem, choć jego środowisko jest narażone na zniszczenie przez człowieka.